# National Hockey League 1978/1979
National Hockey League 1978/1979 var den 62:a säsongen av NHL. 17 lag spelade 80 matcher i grundserien innan Stanley Cup inleddes den 10 april 1979. Stanley Cup vanns av Montreal Canadiens som tog sin 22:a titel, efter finalseger mot New York Rangers med 4-1 i matcher. Det var Montreals fjärde raka Stanley-Cup-vinst.
Det här var sista säsongen som de fyra divisionsvinnarna gick direkt till kvartsfinalspelet.
Grundserien vanns av New York Islanders på 116 poäng som var en poäng före Montreal Canadiens på 115. Montreal vann dock en match mer än vad Islanders gjorde.
Poängligan vanns av Bryan Trottier, New York Islanders, på 134 poäng (47 mål plus 87 assists). Det var första gången sedan Sweeney Schrinner vann poängligan säsongen 1936/1937 som poängligan inte vanns av en spelare från "Original-sexan".
NHL:s All Star-match ersattes den här säsongen av Challenge Cup, en matchserien mellan ett NHL All Star-lag och Sovjets landslag som avgjordes i Madison Square Garden, New York mellan den 8 och 11 februari 1979.

## Grundserien

### Prince of Wales Conference

#### Adams Division
| Nr | Lag                   | S  | V  | O  | F  | GM  | IM  | MS   | P   |
| -- | --------------------- | -- | -- | -- | -- | --- | --- | ---- | --- |
| 1  | Boston Bruins         | 80 | 43 | 14 | 23 | 316 | 270 | +46  | 100 |
| 2  | Buffalo Sabres        | 80 | 36 | 16 | 28 | 280 | 263 | +17  | 88  |
| 3  | Toronto Maple Leafs   | 80 | 34 | 13 | 33 | 267 | 252 | +15  | 81  |
| 4  | Minnesota North Stars | 80 | 28 | 12 | 40 | 257 | 389 | −132 | 68  |

#### Norris Division
| Nr | Lag                 | S  | V  | O  | F  | GM  | IM  | MS   | P   |
| -- | ------------------- | -- | -- | -- | -- | --- | --- | ---- | --- |
| 1  | Montreal Canadiens  | 80 | 52 | 11 | 17 | 337 | 204 | +133 | 115 |
| 2  | Pittsburgh Penguins | 80 | 36 | 13 | 31 | 281 | 279 | +2   | 85  |
| 3  | Los Angeles Kings   | 80 | 34 | 12 | 34 | 292 | 286 | +6   | 80  |
| 4  | Washington Capitals | 80 | 24 | 15 | 41 | 273 | 338 | −65  | 63  |
| 5  | Detroit Red Wings   | 80 | 23 | 16 | 41 | 252 | 295 | −43  | 62  |

### Clarence Campbell Conference

#### Patrick Division
| Nr | Lag                 | S  | V  | O  | F  | GM  | IM  | MS   | P   |
| -- | ------------------- | -- | -- | -- | -- | --- | --- | ---- | --- |
| 1  | New York Islanders  | 80 | 51 | 14 | 15 | 358 | 214 | +144 | 116 |
| 2  | Philadelphia Flyers | 80 | 40 | 15 | 25 | 281 | 248 | +33  | 95  |
| 3  | New York Rangers    | 80 | 40 | 11 | 29 | 316 | 292 | +24  | 91  |
| 4  | Atlanta Flames      | 80 | 41 | 8  | 31 | 327 | 280 | +47  | 90  |

#### Smythe Division
| Nr | Lag                 | S  | V  | O  | F  | GM  | IM  | MS   | P  |
| -- | ------------------- | -- | -- | -- | -- | --- | --- | ---- | -- |
| 1  | Chicago Black Hawks | 80 | 29 | 15 | 36 | 244 | 277 | −33  | 73 |
| 2  | Vancouver Canucks   | 80 | 25 | 13 | 42 | 217 | 291 | −74  | 63 |
| 3  | St. Louis Blues     | 80 | 18 | 12 | 50 | 249 | 348 | −99  | 48 |
| 4  | Colorado Rockies    | 80 | 15 | 12 | 53 | 210 | 331 | −121 | 42 |

## Poängligan 1978/79
Not: SP = Spelade matcher, M = Mål, A = Assists, Pts = Poäng
| Spelare        | Lag                | SM | M  | A  | Pts |
| -------------- | ------------------ | -- | -- | -- | --- |
| Bryan Trottier | New York Islanders | 76 | 47 | 87 | 134 |
| Marcel Dionne  | Los Angeles Kings  | 80 | 59 | 71 | 130 |
| Guy Lafleur    | Montreal Canadiens | 80 | 52 | 77 | 129 |
| Mike Bossy     | New York Islanders | 80 | 69 | 57 | 126 |
| Bob MacMillan  | Atlanta Flames     | 79 | 37 | 71 | 108 |
| Guy Chouinard  | Atlanta Flames     | 80 | 50 | 57 | 107 |
| Denis Potvin   | New York Islanders | 73 | 31 | 70 | 101 |
| Bernie Federko | St Louis Blues     | 74 | 31 | 64 | 95  |
| Dave Taylor    | Los Angeles Kings  | 78 | 43 | 48 | 91  |
| Clark Gillies  | New York Islanders | 75 | 35 | 56 | 91  |

## Slutspelet
12 lag gör upp om Stanley Cup-bucklan, åttondelsfinalerna avgjordes i bäst av 3 matcher medan resten av matchserierna avgjordes det i bäst av sju matcher.
|  | Kvartsfinaler       | Kvartsfinaler    |                    |   | Semifinaler | Semifinaler |  |  | Final | Final |
|  |                     |                  |                    |   |             |             |  |  |       |       |
|  |                     |                  |                    |   |             |             |  |  |       |       |
|  |                     |                  |                    |   |             |             |  |  |       |       |
|  | Montreal Canadiens  | 4                |                    |   |             |             |  |  |       |       |
|  | Montreal Canadiens  | 4                |                    |   |             |             |  |  |       |       |
|  | Toronto Maple Leafs | 0                |                    |   |             |             |  |  |       |       |
|  | Toronto Maple Leafs | 0                | Montreal Canadiens | 4 |             |             |  |  |       |       |
|  |                     |                  | Montreal Canadiens | 4 |             |             |  |  |       |       |
|  |                     | Boston Bruins    | 3                  |   |             |             |  |  |       |       |
|  | Boston Bruins       | Boston Bruins    | 3                  | 4 |             |             |  |  |       |       |
|  | Boston Bruins       |                  |                    | 4 |             |             |  |  |       |       |
|  | Pittsburgh Penguins | 0                |                    |   |             |             |  |  |       |       |
|  | Pittsburgh Penguins | 0                | Montreal Canadiens | 4 |             |             |  |  |       |       |
|  |                     |                  | Montreal Canadiens | 4 |             |             |  |  |       |       |
|  |                     | New York Rangers | 1                  |   |             |             |  |  |       |       |
|  | New York Islanders  | New York Rangers | 1                  | 4 |             |             |  |  |       |       |
|  | New York Islanders  |                  |                    | 4 |             |             |  |  |       |       |
|  | Chicago Black Hawks | 0                |                    |   |             |             |  |  |       |       |
|  | Chicago Black Hawks | 0                | New York Islanders | 2 |             |             |  |  |       |       |
|  |                     |                  | New York Islanders | 2 |             |             |  |  |       |       |
|  |                     | New York Rangers | 4                  |   |             |             |  |  |       |       |
|  | Philadelphia Flyers | New York Rangers | 4                  | 1 |             |             |  |  |       |       |
|  | Philadelphia Flyers |                  |                    | 1 |             |             |  |  |       |       |
|  | New York Rangers    | 4                |                    |   |             |             |  |  |       |       |
|  | New York Rangers    | 4                |                    |   |             |             |  |  |       |       |

### Åttondelsfinal
Philadelphia Flyers vs. Vancouver Canucks
Philadelphia Flyers vann åttondelsfinalserien med 2-1 i matcher
New York Rangers vs. Los Angeles Kings
New York Rangers vann åttondelsfinalserien med 2-0 i matcher
Atlanta Flames vs. Toronto Maple Leafs
Toronto Maple Leafs vann åttondelsfinalserien med 2-0 i matcher
Buffalo Sabres vs. Pittsburgh Penguins
Pittsburgh Penguins vann åttondelsfinalserien med 2-1 i matcher

### Kvartsfinal
New York Islanders vs. Chicago Black Hawks
New York Islanders vann kvartsfinalserien med 4-0 i matcher
Montreal Canadiens vs. Toronto Maple Leafs
Montreal Canadiens vann kvartsfinalserien med 4-0 i matcher
Boston Bruins vs. Pittsburgh Penguins
Boston Bruins vann kvartsfinalserien med 4-0 i matcher
Philadelphia Flyers vs. New York Rangers
New York Rangers vann kvartsfinalserien med 4-1 i matcher

### Semifinal
New York Islanders vs. New York Rangers
New York Rangers vann semifinalserien med 4-2 i matcher
Montreal Canadiens vs. Boston Bruins
Montreal Canadiens vann semifinalserien med 4-3 i matcher

## Stanley Cup-final
Montreal Canadiens vs. New York Rangers
Montreal Canadiens vann serien med 4-1 i matcher

## NHL awards
| 1978–79 NHL awards              | 1978–79 NHL awards                               |
| ------------------------------- | ------------------------------------------------ |
| Prince of Wales Trophy:         | Montreal Canadiens                               |
| Clarence S. Campbell Bowl:      | New York Islanders                               |
| Art Ross Memorial Trophy:       | Bryan Trottier, New York Islanders               |
| Bill Masterton Memorial Trophy: | Serge Savard, Montreal Canadiens                 |
| Calder Memorial Trophy:         | Bobby Smith, Minnesota North Stars               |
| Conn Smythe Trophy:             | Bob Gainey, Montreal Canadiens                   |
| Frank J. Selke Trophy:          | Bob Gainey, Montreal Canadiens                   |
| Hart Memorial Trophy:           | Bryan Trottier, New York Islanders               |
| Jack Adams Award:               | Al Arbour, New York Islanders                    |
| James Norris Memorial Trophy:   | Denis Potvin, New York Islanders                 |
| Lady Byng Memorial Trophy:      | Bob MacMillan, Atlanta Flames                    |
| Lester B. Pearson Award:        | Marcel Dionne, Los Angeles Kings                 |
| NHL Plus/Minus Award:           | Bryan Trottier, New York Islanders               |
| Vezina Trophy:                  | Ken Dryden & Michel Larocque, Montreal Canadiens |
| Lester Patrick Trophy:          | Bobby Orr                                        |

## All-Star
| Första laget                       | Position | Andra laget                        |
| ---------------------------------- | -------- | ---------------------------------- |
| Ken Dryden, Montreal Canadiens     | M        | Glenn Resch, New York Islanders    |
| Denis Potvin, New York Islanders   | B        | Börje Salming, Toronto Maple Leafs |
| Larry Robinson, Montreal Canadiens | B        | Serge Savard, Montreal Canadiens   |
| Bryan Trottier, New York Islanders | C        | Marcel Dionne, Los Angeles Kings   |
| Guy Lafleur, Montreal Canadiens    | HF       | Mike Bossy, New York Islanders     |
| Clark Gillies, New York Islanders  | VF       | Bill Barber, Philadelphia Flyers   |